# Żygowice (jezioro)
Żygowice (Jezioro Żygowickie) – jezioro przepływowe na Kociewiu, położone w gminie Starogard Gdański (powiat starogardzki, województwo pomorskie), na północ od Starogardu Gdańskiego na obszarze Pojezierza Starogardzkiego.
Powierzchnia całkowita: 6,82 ha